# 古月镇
中古月镇是中国河北省石家庄市平山县下辖的一个镇。

## 行政区划
中古月镇下辖中古月村、菜树湾村、阎沟村、普陀庵村、寺南坡村、南下寨村、大地村、转嘴村、桃科村、南古月村、北古月村、刘家沟村、西马舍口村、北下寨村、东洪子店村、西洪子店村、木枣园村、白家庄村、曹家庄村、黑山口村、沙沟村、贡库村、水峪村、观音堂村、猫石村、郄家庄村、顺子沟村、上三家店村、楼湾村、下三家店村、高洼村、王岸村、冀家庄村、紫山村、北杏园村、南杏园村、甘秋村、杨家湾村、观南庄村、玉皇阁村、要子岩村、石家庄村、井沟村。